# Пенка Ангелова
Пенка Емилова Ангелова е българска литературоведка, културоложка, специалистка по изследвания на пола/рода (джендър науки), преводачка и културно-политическа деятелка, професор във Великотърновския и Русенския университет.

## Биография

### Образование и академична кариера
Завършва Немската гимназия „Ернст Телман“ (днес ГЧЕ „Екзарх Йосиф I“ в Ловеч  през 1967 г., а след това немска филология в Софийския университет през 1972 г. През 1981 г. защитава докторска дисертация на тема „Херман Хесе и традицията на немската Kласика и Pомантизъм (1919 – 1932) (Die Rezeption klassisch-romantischer Dichtung und Weltauffassung im Erzählwerk Hermann Hesses (1919 – 1932)“ във „Friedrich-Schiller-Universität“ в гр. Йена. Доктор на филологическите науки (2006 г.) с дисертацията „Теоретичните творби на Елиас Канети или Следи към митичното мислене (Elias Canettis theoretisches Werk oder Spuren zum mythischen Denken)“, публикувана в престижното виенско издателство „Zsolnay“ през 2005 г. Пенка Ангелова е професор по немскоезична литература и култура към катедра „Германистика и нидерландистика“ във ВТУ „Св. св. Кирил и Методий“ и професор по европейска цивилизация и немскоезична култура към катедра „Европеистика“ на РУ „Ангел Кънчев“ и в „Българо-румънски интеруниверситетски Европа център (БРИЕ)“, гр. Русе.
Тя е председател на „Международно дружество Елиас Канети“ и член на „Австрийско общество за литература (Österreichische Gesellschaft für Literatur)“, „Общество Юра Зойфер (Jura Soyfer Gesellschaft)“, „Международно дружество за германистично литературознание и езикознание (Internationale Vereinigung für germanische Literatur-und Sprachwissenschaft, IVG)“ и на Съюза на германистите в България. Член на УС на INST (Institut zur Erforschung und Förderung internationaler Kulturprozesse/Институт за изследване и насърчаване на международни културни процеси) и ръководител на секция „Европеистика“ в Съюза на учените в България.

### Културно-политическа дейност
През 1992 г. Пенка Ангелова основава МД „Елиас Канети“ и е избрана за пръв негов председател. През 1993 г. създава „Австрийска библиотека Велико Търново“ и през 2005 г. „Австрийска библиотека Елиас Канети“ (Русе). В качеството си на председател на МД „Елиас Канети“ Пенка Ангелова започва издаването на сп. „Elias Canetti. Zeitschrift für transdisziplinäre Kulturforschung“. Тя е ръководител на международен проект „2005 – година на Канети“ и на проект по комуникационната стратегия за присъединяване към ЕС (към МВнР). Като организатор на „2005-година на Канети“ Пенка Ангелова провежда конференции и изложби, посветени на Канети и на Русе в българските културни институти във Виена, Берлин, Будапеща и др. и е главен инициатор на многобройни събития, литературни четения, изложби, конференции, посветени на годината на Канети.

### Монографии
- „Romanwelten. Ansichten zum Roman des 20. Jahrhunderts“. Велико Търново: Издателство „ПИК“, 1995.
- „Elias Canetti. Spuren zum mythischen Denken“. Wien: „Zsolnay“, 2005.
- „Europäische Zivilisation“. Schriftenreihe der Elias Canetti Gesellschaft Bd. 8. St. Ingbert: Röhrig Universitätsverlag, 2012.

### Сборници с есета
- „Mich liebt, o Mutter, ein Feuerdrache. Seitensprünge einer Germanistin“. Велико Търново: Издателство „ПИК“, 1996.
- „Ich sehe was, was du nicht siehst. Seitensprünge einer Germanistin“. St. Ingbert: Röhrig Universitätsverlag, 2002 (разширено и допълнено издание на „Mich liebt, o Mutter, ein Feuerdrache“).

### Преводи
- Елиас Канети, „Тайното сърце на часовника“. Съвместно с Ана Димова. Велико Търново: Издателство „ПИК“, 1999.
- Елиас Канети, „Провинцията на човека“. Велико Търново: Издателство „ПИК“, 2002.
- Leontina Arditti, „An meinem Ende steht mein Anfang“. Wien: Milena Verlag, 2002 (Превод от български на немски: Леонтина Ардити, „Съхранени броеници“. София: Издателство „Шалом“, 1995.)
- Елиас Канети, „Мъчение на мухи. Притурка от Хемпстед. Записки 1942 – 1972“. Велико Търново: Издателство „ПИК“, 2006.
- Михаел Крюгер, „Торинска комедия. Записки на един управител на наследство“. София: Издателство „Балкани“, 2008.
- Илия Троянов, „Посегателство над свободата. Истерия за сигурност, полицейска държава и ограничаване на гражданските права“. Съвместно Юли Цее. Русе: МД „Елиас Канети“, 2009.
- Илия Троянов, „Кучешки времена Революцията менте – 1989“. София: Издателство „Сиела“, 2012. ISBN 978-954-28-1035-3
- Дорон Рабинович, „И без това“. София: Издателство „MAGA Welding“, 2012.
- Хуго Портиш, „Сега накъде“. Русе: МД „Елиас Канети“, 2012.
- Паулус Хохгатерер, „Сладостта на живота“. Русе: МД „Елиас Канети“, 2012. ISBN 978-954-92453-9-4
- Ирис Ханика, „Същината“. Русе: МД „Елиас Канети“, 2013.
- Марк Дегенс, „Нашият попмодернизъм“. Русе: МД „Елиас Канети“, 2014.
- Роберт Шиндел, „Гебиртиг“. Русе: МД „Елиас Канети“, 2018.

### Съставителство и редакция
- „Autobiographie zwischen Fiktion und Wirklichkeit“/ Hrsg. Penka Angelova, Emilia Staitscheva. Schriftenreihe der Elias Canetti Gesellschaft, Bd. 1. St. Inberg: Röhrig Universitätsverlag, 1997. ISBN 3-86110-134-3
- „Die Massen und die Geschichte“ / Hrsg. Penka Angelova, Schriftenreihe der Elias Canetti Gesellschaft, Bd. 2. St. Inberg: Röhrig Universitätsverl., 1998. ISBN 3-86110-155-2
- „Pulverfass Balkan. Mythos oder Realität“/ Hrsg. Penka Angelova/Judith Veichtlbauer, Schriftenreihe der Elias Canetti Gesellschaft, Bd 3. St. Inberg: Röhrig Universitätsverl., 1998.
- „Elias Canetti und Hermann Broch“/ Hrsg. Penka Angelova, Marianne Gruber, Paul Michael Luetzerer. – St. Ingbert: Röhrig Universitätsverl., 2009. Schriftenreihe der Elias Canetti Gesellschaft ; Bd. 5
- „Erinnerungskulturen im Vergleich“ / Hrsg. Penka Angelova, Manfred Müller – St. Ingbert: Röhrig Universitätsverl., 2011. Schriftenreihe der Elias Canetti Gesellschaft ; Bd. 7
- Elias Canetti, „Caneti über den Tod“. München: Hanser Verlag, 2003. ISBN:3-446-20239-0
- Elias Canetti, „Canetti über die Dichter“. München: Hanser Verlag, 2004. ISBN:3-446-20470-9
- Елиас Канети, „Слуховидецът на века“. Русе: МД „Елиас Канети“, 2014.

### Юбилейни сборници
- Антоанета Стоянова, „Пенка Ангелова. Биобиблиография“. В. Търново: УИ „Св. св. Кирил и Методий“, 2011. ISBN 978-954-524-791-0
- Vladimir Sabourin, Vladimira Valkova (Hrsg.) „Philologie und Kulturwissenschaft in der Wende. Festschrift zum 60. Geburtstag von Prof. sc. Penka Angelova“ / Владимир Сабоурин, Владимира Вълкова (Съст.) „Филология и културология в обрат. Юбилеен сборник в чест на 60-ата годишнина на проф. дфн Пенка Ангелова“, В. Търново: УИ „Св. св. Кирил и Методий“, 2011. ISBN 978-954-524-770-5

## Награди и отличия
- Почетен знак от ГДР (1986).
- Почетен кръст за наука и култура на Република Австрия (2002).
- Награда за култура на град Русе (2006).